# Macalpinomyces
Genre
Macalpinomyces est un genre de champignons basidiomycètes de la famille des Ustilaginaceae.

## Liste d'espèces
Selon Index Fungorum (22 novembre 2014) :
- Macalpinomyces aristidae-cyananthae (Bref.) Vánky 2001
- Macalpinomyces arundinellae-setosae R.G. Shivas & Vánky 2005
- Macalpinomyces bothriochloae (L. Ling) Vánky 2004
- Macalpinomyces brachiariae Vánky, C. Vánky & R.G. Shivas 2003
- Macalpinomyces bursus (Berk.) Vánky 2002
- Macalpinomyces chloridii (L. Ling) Vánky 2002
- Macalpinomyces chrysopogonicola (Mundk. & Thirum.) Vánky 2001
- Macalpinomyces chrysopogonis (S. Ahmad) Vánky 1997
- Macalpinomyces effusus (Syd. & P. Syd.) Vánky 1997
- Macalpinomyces elionuri-tripsacoidis Vánky 2003
- Macalpinomyces elymandrae (Vienn.-Bourg.) Vánky 2003
- Macalpinomyces eragrostiellae Vánky & C. Vánky 1996
- Macalpinomyces eriachnes (Thüm.) Langdon & Full. 1977
- Macalpinomyces flaccidus S.H. He & L. Guo 2007
- Macalpinomyces leptocarydionis Vánky 2002
- Macalpinomyces loudetiae (Vienn.-Bourg.) Vánky 1997
- Macalpinomyces loudetiopsidis Vánky 2009
- Macalpinomyces mackinlayi McTaggart & R.G. Shivas 2009
- Macalpinomyces magicus Vánky & T. Vánky 2002
- Macalpinomyces neglectus (Niessl) Vánky 2004
- Macalpinomyces nigritanae Vánky 1997
- Macalpinomyces nodiglumis Vánky 2002
- Macalpinomyces ovariicolopsis (Vánky) Vánky 2002
- Macalpinomyces panici Vánky 2005
- Macalpinomyces patilorum Vánky & A.R. Patil 2007
- Macalpinomyces pogonarthriae Vánky & C. Vánky 2002
- Macalpinomyces pretoriensis (Pole-Evans) Vánky 2003
- Macalpinomyces pseudanthistiriae A.R. Patil, T.M. Patil & M.S. Patil 2004
- Macalpinomyces sharmae Vánky 1995
- Macalpinomyces siamensis R.G. Shivas, Vánky & Athip. 2006
- Macalpinomyces simplex Vánky 2000
- Macalpinomyces spermophorus (Berk. & M.A. Curtis ex de Toni) Vánky 2003
- Macalpinomyces spinulosus (L. Ling) Vánky 2003
- Macalpinomyces sporoboli (Tracy & Earle) Vánky 2003
- Macalpinomyces tanakae (S. Ito) Vánky 1998
- Macalpinomyces tilletioides Vánky 2005
- Macalpinomyces trichopterygis Vánky & C. Vánky 1997
- Macalpinomyces tripogonis (M.S. Patil) Vánky 1996
- Macalpinomyces tristachyae Vánky & C. Vánky 1997
- Macalpinomyces tuberculatus Vánky 2004
- Macalpinomyces tubiformis R.G. Shivas & Vánky 2004
- Macalpinomyces ugandensis Vánky 2003
- Macalpinomyces viridans R.G. Shivas, McTaggart & Vánky 2007
- Macalpinomyces zonotriches Vánky 1996